# Selon Charlie
Selon Charlie ist ein französisches Filmdrama aus dem Jahr 2006 von Nicole Garcia mit Jean-Pierre Bacri, Vincent Lindon und Benoît Magimel. Das von Constantin Film vertriebene Werk trug in Deutschland den Hinweis: „Drei Tage, sieben Menschen, ein entscheidender Moment!“

## Handlung
Vorwort: „Man sagt, dass sich jeder Mensch einmal im Leben seiner Vergangenheit stellen muss.“
Der elfjährige Charlie spielt zwar nicht die Hauptrolle, aber in seinen Augen spiegelt sich binnen dreier Tage an der malerischen französischen Atlantik-Küste das Verhalten, die Verunsicherung und auch die Verlogenheit von sieben erwachsenen Männern, die an ihrem selbstbestimmten Dasein zu tragen haben. Da hier außerhalb der Urlaubssaison nicht allzu viel los ist, begegnen sie sich immer wieder rein zufällig und kommen ins Gespräch.
So kreuzen sich die Wege eines patriarchalischen Bürgermeisters, der sich auf eine Affäre mit einer Frau einlässt, die seine Tochter sein könnte, eines Gymnasiallehrers, eines Paläontologen, eines vom Pech verfolgten Kleinganoven, der gerade einen Riesencoup vorbereitet, eines Physiotherapeuten, eines Poolmitarbeiters, der seinen Sohn dazu verleitet, ihm ein Alibi für die Zeit zu geben, in der er bei seiner Geliebten ist, und eines Profi-Tennisspielers, der sich momentan in einer selbstzerstörerischen Phase befindet. Alle hatten vorher nichts miteinander zu tun. Diese Menschen müssen sich dem stellen, wie sie ihr Leben bisher gelebt haben, und sich die Frage gefallen lassen, was hätte man lieber anders machen sollen. Was lag in der eigenen Hand. Welche Richtung hätte ihr Leben genommen, wenn sie sich an dem oder dem Punkt anders entschieden hätten. Für die sieben Menschen werden diese drei Tage zu einem Wendepunkt in ihrem Dasein. Der elfjährige Charlie hält ihnen dabei unbeabsichtigt mehr als einmal einen Spiegel vor, indem er sie dazu veranlasst, sich an ihre Träume zu erinnern, die sie als Kinder hatten und was daraus geworden ist. Am Ende ist bei allen eine Veränderung eingetreten, die so nicht absehbar war, die Weichen müssen neu gestellt werden, denn die Männer haben erkannt, dass in den wenigen Tagen am Meer etwas seinen Anfang genommen hat, dem sie sich stellen müssen.

## Produktion

### Produktionsnotizen
Produziert wurde der Film von Les Productions du Trésor, Studio Canal, France 3 Cinéma und Pauline’s Angel. Die Dreharbeiten fanden in Dieppe im Département Seine-Maritime und in dem Badeort Sables-d’Or-les-Pins und im Département Côtes-d’Armor in Frankreich statt.

### Veröffentlichung
Die Uraufführung des Films fand am 20. Mai 2006 im Rahmen des Wettbewerbs bei den Filmfestspielen in Cannes statt. Im selben Jahr wurde der Film in Portugal, Belgien, Mexiko (dort beim Festival de Cine Francés) und in Schweden veröffentlicht. Im Jahr 2007 konnte er in Dänemark, Finnland und in ausgewählten griechischen Kinos gesehen werden. Am 14. Juli 2008 erschien er in Griechenland auf DVD. Veröffentlicht wurde er zudem in Italien. Der europaweite englische Titel des Films ist: According to Charlie, der internationale Titel Charlie Says.

## Kritik
„Nach eher umständlicher Einführung der Charaktere entwickelt sich ein warmherziger, verhalten fröhlicher Film, der Verständnis und Nähe zu den Protagonisten aufbaut und vom Verlust der kindlichen Unschuld erzählt. Ein klug konstruierter, eindrucksvoll fotografierter und vorzüglich gespielter Film über die Angst vor der Einsamkeit.“

Kino.de urteilte, „witzig und solide“ sei der neue Film von Nicola Garcia […]. Weiter hieß es: „Virtuos verbindet die ehemalige Schauspielerin die tonal sehr unterschiedlichen Episoden. In der Ensemble-Komödie spielen insbesondere Jean-Pierre Bacri und Benoit Poelvoorde hervorragend auf.“
Julien Welter von Die Zeit war der Ansicht, „Enttäuschungen, Einsamkeit und Bestürzendes mach[t]en einen Film noch nicht gleich zu einem beeindruckenden Werk…“ Weiter befand er, es seien die „bekannten Muster“, die die Schauspieler und „den Film zum Opfer des Drehbuchs“ werden lassen würden. Und zwar eines Drehbuchs, „das es ganz einfach verabsäum[e], die Quintessenz aus diesen kleinen Geschichten zu ziehen, die sicher gut ins Zeitgeschehen passen, aber zu akademisch daherkommen und wie ein Eingeständnis der Ohnmacht wirken. Dennoch beweis[e] die Regisseurin Nicole Garcia einmal mehr ihre Kompetenz und erfreulichen Ambitionen“.
Bei kino-zeit.de war man der Ansicht, „die komplex angelegte Geschichte bau[e] sich gemächlich mit der Entwicklung der männlichen Charaktere auf, die sich letztlich als wenig autark erweisen und von nahezu beliebig installierten kleinen Frauenrollen zumindest ansatzweise den Impuls einer Rettung erfahren [würden], deren Umsetzung sich allerdings schwierig gestalte[]“. Weiter hieß es dort Der Spiegel werfe Garcia vor, dass „ihre Inszenierung des Sozialdramas als unzulänglich hinter dem Konzept der Charaktere und Handlungen zurückbleibe, so dass der Eindruck einer ungeordneten Vorläufigkeit entstehe“, und dass es sogar im Anschluss an die Pressevorführung „kargen Beifall“ und „Pfiffe“ gegeben habe.
Die Fachzeitschrift The Hollywood Reporter sah das allerdings anders und war der Ansicht, „dass der Film beim Zuschauer auch über seine Laufzeit hinaus ein bleibend warmes Gefühl hinterlasse, das den Wunsch wecke, ihn ein zweites Mal anzuschauen.“ Gelobt wurden auch „die hervorragenden schauspielerischen Leistungen und die bewegenden Geschichten der einzelnen Handlungsstränge“, die Regisseurin Garcia „souverän verknüpft“ habe.

## Auszeichnungen
- Internationale Filmfestspiele von Cannes 2006:
  - Nicole Garcia war unter anderem nominiert für die Goldene Palme (Palme d’or) in der Kategorie „Bester Film“, des Weiteren für den Grand Prix, den Preis der Jury, den Preis der besten Inszenierung, den Ökumenischen Jury Award, den Jugendpreis, den Preis François Chalais und den Nationalen Bildungspreis.[5]